# Chinees basketbalteam (mannen)
Het Chinees nationaal basketbalteam is een team van basketballers dat de Volksrepubliek China vertegenwoordigt in internationale basketbalwedstrijden. 
China wordt van oudsher beschouwd als een sterke basketbalmacht in Azië. Het heeft de Aziatische kampioenschap 16 keer gewonnen. Ook won het een zilveren medaille en twee bronzen medailles op dit kampioenschap. De basketbalsport in China werd geprofessionaliseerd door de oprichting van de Chinese Basketball Association, waaruit onder meer de NBA-speler Yao Ming is voortgekomen.